# Extrusion (Geometrie)

Illustration einer Extrusion

Extrusion (lat. extrusio: das Hinausdrängen) bezeichnet in der Geometrie eine Dimensionserhöhung eines Elementes durch Parallelverschieben im Raum.
Extrudiert man eine Linie oder Kurve erhält man eine Fläche. Dabei wird die Kurve entlang einer Richtung gezogen. Die Richtung kann auch wiederum durch eine Kurve beschrieben werden. 
Durch Extrusion einer Fläche erhält man einen Körper mit dem Querschnitt der Fläche. Dieser Körper ist ein Zylinder im allgemeinen Sinn. Durch Extrusion eines Polygons (Vieleck) entsteht ein Prisma. Das Verfahren der Extrusion spielt im CAD eine große Rolle, um Körper aus Flächen zu erzeugen.